# Jean du Bois de Gaudusson
Pour les articles homonymes, voir Jean Dubois et Dubois.
Jean du Bois de Gaudusson, né le 2 septembre 1942 à Sorges, est un professeur de droit et président d'université français.

## Biographie
Jean du Bois de Gaudusson est diplômé de l'Institut d'études politiques de Bordeaux en 1961 et docteur en droit public de l'université de Bordeaux. Il y soutient une thèse de doctorat en droit en 1967 sur « L'usager du service administratif ».
De 1965 à 1970, il est assistant à la faculté de droit de Bordeaux. Il est professeur des universités, agrégé en 1970 des facultés de droit en droit public et science politique. Il enseigne successivement au sein des universités de Madagascar (1970-1974), Poitiers (1974-1979), Bordeaux I (1980-1995), Bordeaux IV (1996-2013) et Bordeaux (depuis 2014).
Il est doyen de la faculté de droit, des sciences sociales et politiques de Bordeaux de 1988 à 1995. De 1996 à 2001, il est vice-président de l'Université Bordeaux-I, puis président de l’université Montesquieu Bordeaux IV.
Jean du Bois de Gaudusson a été premier adjoint de l'équipe municipale de Sorges.

## Autres fonctions
- 1981-1988 : Directeur du Centre d’études d’Afrique Noire (CEAN, équipe associée CNRS)
- 1990-1996 : Premier directeur de l'École doctorale de droit de Bordeaux
- 1991-1998 : Président de la 2e section « droit public » du Conseil national des universités
- 1994-2012 : Fondateur et premier directeur de l’Institut pour le développement de l’enseignement supérieur francophone (Idesuf)
- 1995-2012 : Fondateur et premier directeur du Cerdradi, équipe de recherche du Greccap
- 1997-2001 : Vice-président de l’Agence universitaire de la Francophonie
- 1997-2010 : Directeur du Groupement national de recherche en droit comparé
- 2001-2005 : Président de l’Agence universitaire de la Francophonie
- 2004-2011 : Conseiller en service extraordinaire de la Cour constitutionnelle de l’Union des Comores
- 2005-2006 ; Président du concours national d’agrégation d’enseignement supérieur en droit public
- Depuis 2010 : Membre titulaire de l’Académie des sciences d'outre-mer
- Membre du conseil scientifique de la Fondation pour le droit continental
- Membre du comité de lecture et de rédaction de la revue « Afrique contemporaine »
- Membre du groupe d’experts « Bourse d'excellence Eiffel » (Ministère  des  Affaires Étrangères)
- Expert constitutionnel auprès du Secrétaire général de l’Organisation Internationale de la Francophonie

## Enseignement
Jean du Bois de Gaudusson enseigne et mène ses recherches notamment sur le droit administratif, le droit constitutionnel comparé et étranger, le droit et institutions publics d'Afrique et des pays en développement, l'administration et la fonction publiques. Il a dirigé plus de 120 thèses de droit et science politique.
Jean du Bois de Gaudusson a effectué de nombreuses missions d’enseignement et de formation (Afrique, Colombie, Chine, Cuba, Viet-Nam). Il est associé aux réunions scientifiques des cours constitutionnelles francophones et à la promotion du droit OHADA.
Des mélanges en son honneur lui ont été remis.

## Décorations
- Chevalier de la Légion d'honneur[9]
- Chevalier de l'ordre national du Mérite[10]
- Commandeur de l'ordre des Palmes académiques[11]